# Hipoblast
Hipoblast (endoderma pierwotna) – warstwa komórek węzła zarodkowego, która pokrywa od góry jamę blastocysty i powstaje u człowieka w ósmym dniu rozwoju. W trzecim tygodniu rozwoju (u człowieka) ulega wyparciu przez powstającą z epiblastu endodermę. Jest źródłem części endodermy pęcherzyka żółtkowego. 